# Dischidia cornuta
Dischidia cornuta är en oleanderväxtart som beskrevs av Livsh.. Dischidia cornuta ingår i släktet Dischidia och familjen oleanderväxter. Inga underarter finns listade i Catalogue of Life.